# WigWam
Pour les articles homonymes, voir Wigwam (homonymie).
WigWam est un duo de musique pop originaire de Londres créé en 2005. Il est composé de Betty Boo et Alex James.

## Discographie

### Singles
- 2006 : WigWam